# Cărand
Cărand is een Roemeense gemeente in het district Arad.
Cărand telt 1208 inwoners.